# Les armes, c'est rigolo
 (octobre 2020).
Les armes, c'est rigolo (Good Times with Weapons en version originale) est le premier épisode de la huitième saison de la série animée South Park, ainsi que le 112e épisode de l'émission.

## Synopsis
Grâce à une astuce, les enfants obtiennent des armes ninja et entreprennent de jouer aux ninjas. Lorsque Butters vient jouer avec eux, vêtu de sa tenue de Professeur Chaos, Kenny lui lance un shuriken dans l'œil. Paniqués, les enfants ne savent que faire : ramener Butters aux parents et se faire disputer ou le déguiser en chien pour l'emmener chez le vétérinaire.

## Erreurs
- Kyle a des cheveux noirs qui dépassent de son ouchanka quand on le voit en version ninja, alors qu'il est roux.
- Lorsque Kyle suggère d'abandonner les armes pour ne pas être accusé d'avoir blessé Butters, Cartman s'y oppose en argumentant qu'elles ont coûté de l'argent. Pourtant lorsque les enfants ont fait céder le vendeur plus tôt dans l'épisode, celui-ci a dit qu'il les leur offrait. (note : cette erreur n'existe pas en VO.)

## Let's Fighting Love
Dans cet épisode est diffusée Let's Fighting Love, une chanson qui mixe du japonais et de l'anglais sans faire attention à la grammaire, au sens ou à la logique. Cette chanson peut être vue comme une parodie de la J-pop diffusée dans plusieurs génériques d'anime ainsi que de l'Engrish qu'on peut trouver dans les anime, dans la musique pop et dans la vie de tous les jours au Japon. Comme la plupart des chansons de la série, elle a été écrite par Trey Parker, l'un des deux créateurs de la série. « Japanophile » et parlant un peu de japonais, Parker chante également les paroles.
Dans une session de la FAQ sur South Park Studios, les créateurs ont donné les paroles :
| Rōmaji | Vu dans l'épisode | Kana | Traduction approximative |
| --- | --- | --- | --- |
| Subarashi chin chin mono Kintama no kami aru Sore no oto sarubobo Īe! Ninja ga imasuuuuuuuu Hey hey let's go kenka suru Taisetsu na mono protect my balls! Boku ga warui so let's fighting... Let's fighting love! Let's fighting love! Kono uta chotto baka Wake ga wakaranai Eigo ga mecha kucha Daijōbu, we do it all the time! | 素晴らしいチンチンもの 金玉の髪ある それの音 サルボボ いいえ！忍者がいます！ Hey, hey let's go! 喧嘩する 大切な物 Protect my balls 僕が悪い So let's fighting! Let's fighting love! Let's fighting love! この歌ちょっと馬鹿 訳が分からない 英語が滅茶苦茶 大丈夫、We do it all the time! | すばらしいチンチンもの きんたまのかめある それのおとサルボボ いいえ！にんじゃがいます Hey hey let's go けんかする たいせつなもの protect my balls! ぼくがわるい so let's fighting… Let's fighting love! Let's fighting love! このうたちょっとばか わけがわからない えいごがめちゃくちゃ だいじょうぶ, we do it all the time! | J'ai un pénis merveilleux Il y a des poils sur mes boules Est-ce le son d'un sarubobo Non ! Les Ninjas sont là ! Hey hey allez ! Combattons ! La chose importante est de protéger mes boules ! Je suis mauvais, alors combattons… Combattons l'amour ! Combattons l'amour ! Cette chanson est un peu stupide Ça n'a aucun sens L'anglais est massacré Mais pas de problème, on fait ça tout le temps |